# Fromage de Majorque
 (octobre 2022).
Le fromage de Majorque (en catalan formatge mallorquí) est un fromage espagnol qui est exclusivement fabriqué sur l'île de Majorque, l'une des îles des Baléares qui se situent dans la mer Méditerranée. Il bénéficie d'une Appellation d'Origine Protégée et est fabriqué à partir du lait pasteurisé de vaches, de chèvres et, ou, de brebis qui vivent sur l'île. Les fromages ont la forme de cylindres plats légèrement effilés qui mesurent 12 à 20 cm de diamètre et 7 à 9 cm de hauteur. Ils pèsent de 750 g à 4 kg. Le fromage de Majorque est produit en trois types :
- Semi-affiné - affiné pendant au moins 20 jours.
- Affiné - affiné pendant au moins 45 jours.
- Vieilli - affiné pendant au moins 100 jours[1].

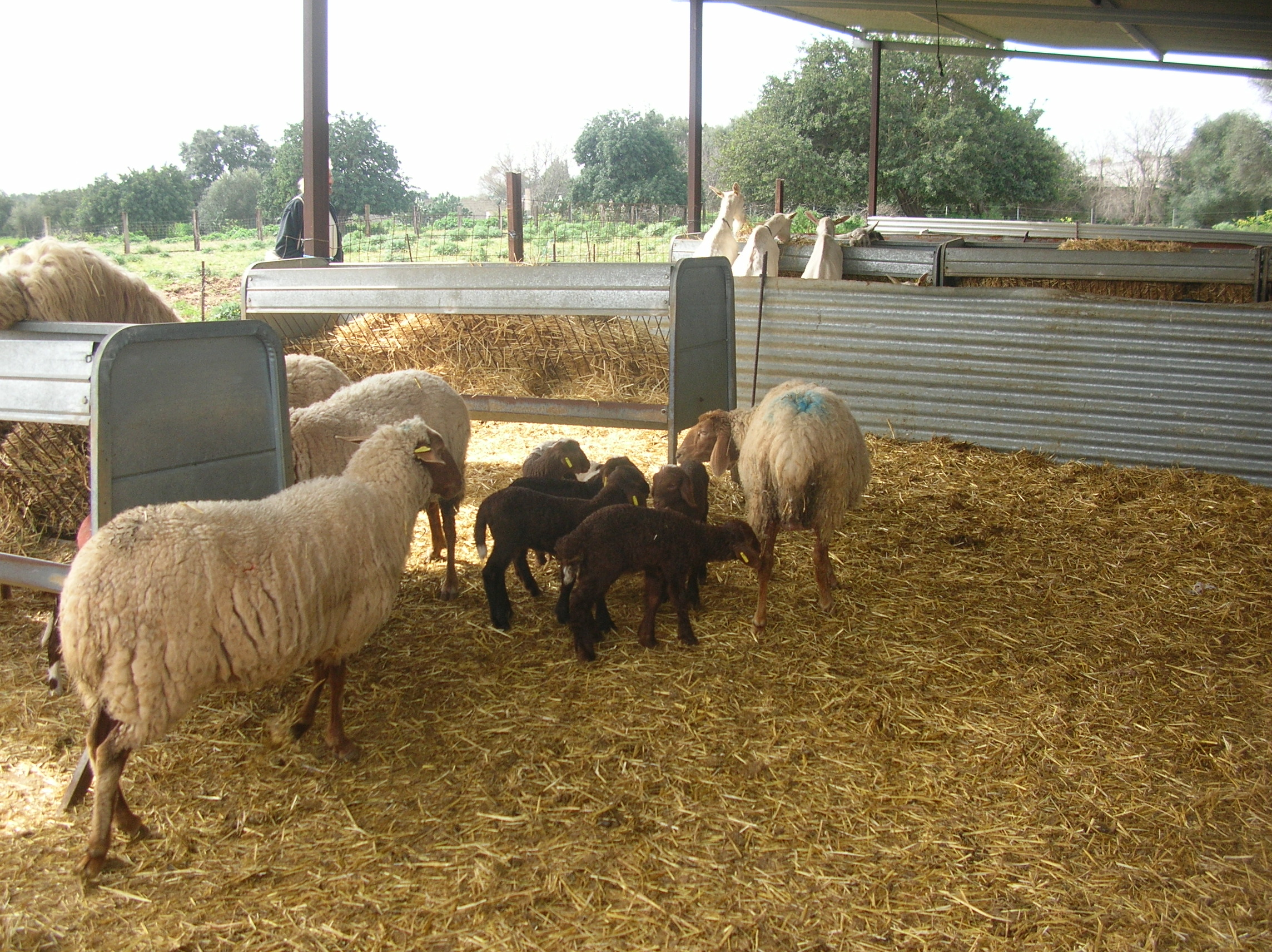
Troupeau de moutons rouges à Majorque

## Fabrication

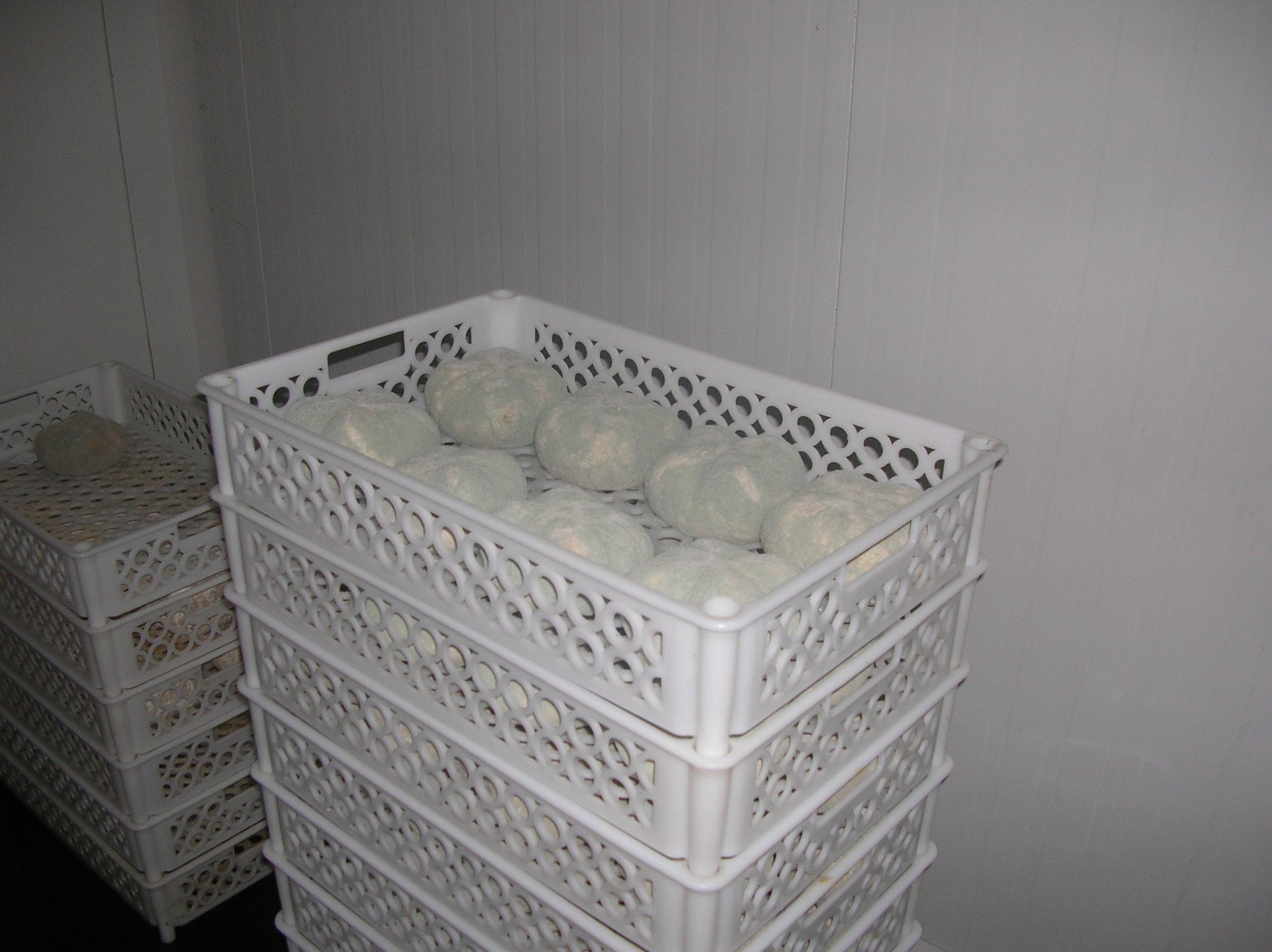
Procédé moderne d'affinage du fromage de Majorque.

La présure fait coaguler le lait lorsqu'il est à une température de 30-35 °C (86-95°F) pendant une période d'au moins de 30 minutes. Le lait, qui est alors caillé, est coupé mécaniquement à l'aide de tranche-caillés horizontaux et verticaux jusqu'à ce qu'il soit réduit en morceaux de moins de 20 mm pour faciliter l'écoulement du petit-lait. Le lait caillé est ensuite placé dans des moules à l'intérieur d'une doublure en lin ou en coton. A l'intérieur du moule il est soumis à une pression comprise entre 2 et 6 kg/cm2 pendant au moins 3 heures. Les fromages pressés sont ensuite salés dans un bain de saumure pendant au moins 18 heures. On laisse ensuite les fromages s'affiner dans une pièce à une température de 10-17 °C avec une humidité relative pouvant atteindre 95%. La durée minimale de l'affinage est de 20 jours. À partir de 7 jours après le saumurage, les fromages sont retournés et les croûtes sont frottées avec de l'huile d'olive. Cette opération est répétée plusieurs fois, ce qui favorise l'affinage et permet à la croûte d'acquérir une couleur et un arôme caractéristiques. La fabrication est saisonnière, elle n'a pas lieu en été.